# Convención de Varsovia

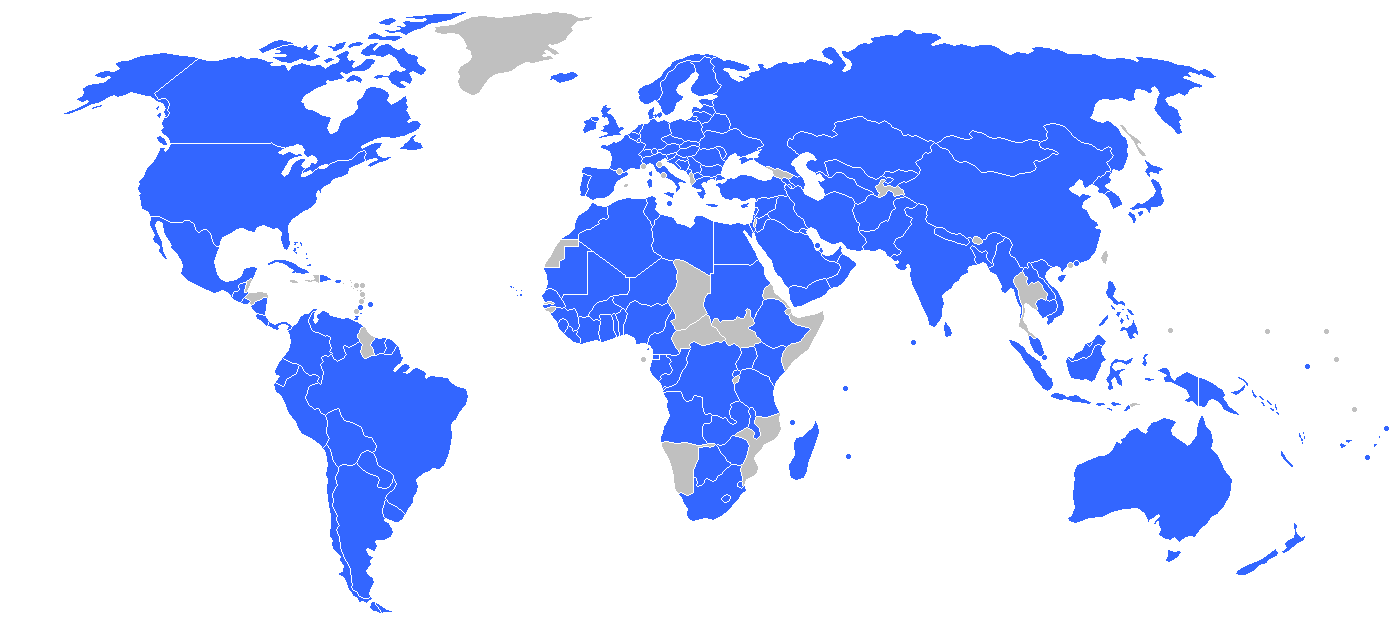
Estados signatarios de la Convención de Varsovia.

La Convención de Varsovia es una convención internacional que regula el tráfico aéreo. Se firmó en Varsovia en 1929 y fue modificada en 1955 en La Haya y en 1975 en Montreal. En particular, la Convención de Varsovia:
- Ordena a las compañías emitir billetes para los pasajeros,
- Requiere que las compañías emitan resguardos de equipaje para el equipaje facturado
- Limita la responsabilidad de las compañías a 16.600 Derechos Especiales de Giro (DEG) por daños personales, 17 DEG por kilo de equipaje facturado y cargo, 332 DEG por equipaje de mano. Estas cantidades son válidas en ausencia de un acuerdo diferente (en una cantidad mayor) con la compañía. Los acuerdos en sumas inferiores son nulos.

Al 8 de marzo de 2017, el tipo de cambio era 1.00 DEG = 1,27676 EUR o 1.00 DEG = 1,34590 USD.
Después de 1999, la Convención de Montreal o Convenio de Montreal ha sustituido ampliamente a la Convención de Varsovia.
- Datos: Q1349575
- Multimedia: Convention for the Unification of Certain Rules relating to International Carriage by Air / Q1349575